# Olga Danílova
Olga Valérievna Danílova –en ruso, Ольга Валерьевна Данилова– (Bugulmá, URSS, 10 de junio de 1970) es una deportista rusa que compitió en esquí de fondo.
Participó en tres Juegos Olímpicos de Invierno, entre los años 1992 y 2002, obteniendo en total tres medallas en Nagano 1998, oro en 15 km, oro en el relevo (junto con Nina Gavryliuk, Yelena Välbe y Larisa Lazutina) y plata en 10 km persecución. Además, en Salt Lake City 2002 consiguió dos medallas, pero fue descalificada al dar positivo por dopaje.
Ganó once medallas en el Campeonato Mundial de Esquí Nórdico entre los años 1995 y 2001.

## Palmarés internacional
| Juegos Olímpicos   | Juegos Olímpicos                | Juegos Olímpicos  | Juegos Olímpicos          |
| Año                | Lugar                           | Medalla           | Prueba                    |
| ------------------ | ------------------------------- | ----------------- | ------------------------- |
| 1998               | Nagano (Japón)                  | Medalla de oro    | 15 km                     |
| 1998               | Nagano (Japón)                  | Medalla de oro    | Relevo 4 × 5 km           |
| 1998               | Nagano (Japón)                  | Medalla de plata  | 10 km persecución         |
| 2002               | Salt Lake City (Estados Unidos) | DSC               | 5 km+5 km persecución     |
| 2002               | Salt Lake City (Estados Unidos) | DSC               | 10 km                     |
| Campeonato Mundial |                                 |                   |                           |
| Año                | Lugar                           | Medalla           | Prueba                    |
| 1995               | Thunder Bay (Canadá)            | Medalla de oro    | Relevo 4 × 5 km           |
| 1995               | Thunder Bay (Canadá)            | Medalla de bronce | 7,5 km+7,5 km persecución |
| 1997               | Trondheim (Noruega)             | Medalla de oro    | Relevo 4 × 5 km           |
| 1997               | Trondheim (Noruega)             | Medalla de bronce | 5 km                      |
| 1999               | Ramsau (Austria)                | Medalla de oro    | Relevo 4 × 5 km           |
| 1999               | Ramsau (Austria)                | Medalla de plata  | 5 km                      |
| 1999               | Ramsau (Austria)                | Medalla de plata  | 30 km                     |
| 2001               | Lahti (Finlandia)               | Medalla de oro    | Relevo 4 × 5 km           |
| 2001               | Lahti (Finlandia)               | Medalla de plata  | 10 km                     |
| 2001               | Lahti (Finlandia)               | Medalla de plata  | 15 km                     |
| 2001               | Lahti (Finlandia)               | Medalla de bronce | 5 km+5 km persecución     |